# 荘厳浄土寺
荘厳浄土寺（しょうごんじょうどじ）は、大阪市住吉区にある真言律宗の寺院。山号は朝日山。本尊は不動明王。

## 歴史
当寺のもととなる寺院の創建は平安時代の天慶年間（930年 - 946年）頃と考えられている。
その後、廃れていたが応徳元年（1084年）に白河天皇の勅願により津守国基が再興した。この時の再建工事の折に土中より『七宝荘厳極楽浄土云々』と書かれた金の宝鐸が見つかり、それに因んで天皇から「荘厳浄土寺」の寺号を賜っている。
住吉社の神主であった津守国基はその財力で大伽藍を建てて完成させ、永長元年（1096年）3月14日に落慶法要が行なわれた。『中右記』によると数千人が訪れ、法要が終わって帰路についたところで検非違使の宮道式賢が道を開けさせるよう部下に命じたため、境内の池に落ちて38人が死亡する群衆事故が起きている（『濫觴抄』）。
当寺は、新羅寺と津守寺とともに住吉社の神宮寺であり、それらと並んで「住吉三大寺」と呼ばれ壮大な規模を有していた。また、「住吉四天王寺」とも称せられた。現代では単に「浄土寺」と略称されることもある。
後村上天皇の正平年間（1346年 - 1370年）には住吉行宮に畢中、父後醍醐天皇の御霊を信修した聖蹟であると山門に向かって右側の石碑の裏に書いてある。正平20年/貞治4年（1365年）頃、後醍醐・後村上両天皇の護持僧を務めた文観の高弟の宝蓮が仏教書『瑜伽伝灯鈔』を著し、本寺で指南の書として用いている。
大坂の陣の後、寺観を復興するにあたって本末関係にあった奈良西大寺と緊密な関係が築かれ、真言律宗の大坂における教学の拠点として繁栄した。
明治時代になると神仏分離によって新羅寺と津守寺は廃寺となったが、当寺は免れている。その際、新羅寺の門が当寺の山門として移築されている。
近年、当寺の境内西側で発掘調査が行われた。

## 境内
- 本堂（大阪市指定有形文化財） - 天和2年（1682年）再建。大阪市内では数少ない中世密教仏堂の建築様式を保つ[7]。
- 庫裏
- 阿弥陀堂
- 地蔵堂
- 山門（大阪市指定有形文化財） - 住吉大社の神宮寺である新羅寺から移築したもの。薬医門としては市内最古と思われる[7]。

## 文化財

### 大阪府指定有形文化財
- 木造愛染明王坐像
- 木造不動明王立像 - 当寺の本尊。

### 大阪府指定史跡
- 荘厳浄土寺境内 - 大阪府指定顕彰史跡。

### 大阪市指定有形文化財
- 本堂・表門 2棟
- 木造興正菩薩叡尊坐像

### 大阪市指定有形民俗文化財
- 木造弁才天及十五童子像

## 前後の札所
摂津国八十八箇所
34 西之坊　-　35 荘厳浄土寺　-　36 薬師寺

## 所在地
- 大阪府大阪市住吉区帝塚山東5丁目11-14

## アクセス
- 南海高野線住吉東駅下車 徒歩3分